# UTC+11:30
UTC+11:30 je vremenska zona.

## Kao standardno vreme (cele godine)
- Australija
  -  Ostrvo Norfok

## Spoljašnje veze
- Mediji vezani za članak UTC+11:30 na Vikimedijinoj ostavi